# New Boston (Nuevo Hampshire)
New Boston es un pueblo ubicado en el condado de Hillsborough en el estado estadounidense de Nuevo Hampshire. En el Censo de 2010 tenía una población de 5.321 habitantes y una densidad poblacional de 47,54 personas por km².

## Geografía
New Boston se encuentra ubicado en las coordenadas 42°58′52″N 71°40′39″O / 42.98111, -71.67750. Según la Oficina del Censo de los Estados Unidos, New Boston tiene una superficie total de 111.92 km², de la cual 110.95 km² corresponden a tierra firme y (0.87%) 0.97 km² es agua.

## Demografía
Según el censo de 2010, había 5.321 personas residiendo en New Boston. La densidad de población era de 47,54 hab./km². De los 5.321 habitantes, New Boston estaba compuesto por el 97.58% blancos, el 0.41% eran afroamericanos, el 0.13% eran amerindios, el 0.71% eran asiáticos, el 0% eran isleños del Pacífico, el 0.32% eran de otras razas y el 0.85% pertenecían a dos o más razas. Del total de la población el 0.92% eran hispanos o latinos de cualquier raza.